# Кјуза (Витербо)
Кјуза је насеље у Италији у округу Витербо, региону Лацио.
Према процени из 2011. у насељу је живело 15 становника. Насеље се налази на надморској висини од 171 м.